# تولچستر (مریلند)
تولچستر (به انگلیسی: Tolchester) شهری در ایالت مریلند کشور ایالات متحده آمریکا است که جمعیت آن در سرشماری سال ۲۰۱۰ میلادی، ۳۲۹ نفر بوده‌است.